# 王超 (棒球運動員)
王超（1985年3月23日—）為中國棒球運動員，生於北京市，目前效力於天津雄獅隊。

## 生平
2001年8月，美國職棒西雅圖水手隊發表與時年十六歲的中國投手王超簽約的消息，雖然在簽約時產生了一點風波，但王超最後還是順利的赴美，成為中國進軍美國職棒的第一人。
身高197公分，體重90公斤的王超有作為投手的極佳身體素質，但他在新人聯盟等級的賽事中待了三個球季，多半時間受傷勢所困，出賽並不多，球技也未見顯著進步。
2004年季末，王超遭水手隊釋出，返回中國。
2005年，王超代表天津雄獅隊在中國棒球聯賽出賽，並棄投從打，改專攻外野手，但也許因為過去傷勢影響，所展現的技術水準不足，出賽數並不多。

## 外部連結
- 王超在台灣棒球維基館上的頁面（繁體中文）